# Тонга на летних Олимпийских играх 2000
Тонга принимала участие в Летних Олимпийских играх 2000 года в Сиднее (Австралия) в пятый раз за свою историю, но не завоевала ни одной медали. Сборную страны представляло трое спортсменов (в том числе - одна женщина), принимавшие участие в соревнованиях по лёгкой и тяжёлой атлетике.

## Лёгкая атлетика
Спортсменов — 2
Мужчины
| Спортсмен     | Вид  | Забег     | Забег | Четвертьфинал | Четвертьфинал | Полуфинал | Полуфинал | Финал     | Финал     |
| Спортсмен     | Вид  | Результат | Место | Результат     | Место         | Результат | Место     | Результат | Место     |
| ------------- | ---- | --------- | ----- | ------------- | ------------- | --------- | --------- | --------- | --------- |
| Толутау Коула | 100м | 11,01     | 9     | Не прошёл     | Не прошёл     | Не прошёл | Не прошёл | Не прошёл | Не прошёл |

Женщины
| Спортсмен        | Вид              | Забег     | Забег | Четвертьфинал | Четвертьфинал | Полуфинал | Полуфинал | Финал     | Финал     |
| Спортсмен        | Вид              | Результат | Место | Результат     | Место         | Результат | Место     | Результат | Место     |
| ---------------- | ---------------- | --------- | ----- | ------------- | ------------- | --------- | --------- | --------- | --------- |
| Ана Сиулоло Лику | 100м с барьерами | 14,58     | 8     | Не прошла     | Не прошла     | Не прошла | Не прошла | Не прошла | Не прошла |

## Тяжёлая атлетика
Спортсменов — 1
Мужчины
| Спортсмен         | Категория | Масса  | Рывок | Рывок | Рывок | Толчок | Толчок | Толчок | Всего | Место |
| Спортсмен         | Категория | Масса  | 1     | 2     | 3     | 1      | 2      | 3      | Всего | Место |
| ----------------- | --------- | ------ | ----- | ----- | ----- | ------ | ------ | ------ | ----- | ----- |
| Тевита Кофе Нгалу | 105 кг    | 103,96 | 122.5 | 127.5 | 130   | 162.5  | 167.5  | 167.5  | 295   | 13    |